# Coscinomanzia
La coscinomanzia è una forma di divinazione che usa un setaccio o delle forbici, usata nell'antica Grecia, nell'Europa medievale e del primo evo moderno e nel New England del XVII secolo per determinare la parte colpevole di un crimine.

## Storia
L'etimologia della parola è dal greco koskinomantis attraverso il latino coscinomantia, cioè un indovino che usa un setaccio: il termine viene utilizzato da svariati scrittori greci, tra cui Filippide, Giulio Polluce e, forse il più conosciuto, Teocrito. Se ne ha una chiara descrizione nel dodicesimo capitolo dell'opera di Agrippa di Nettesheim, del 1533; l'autore ritiene che il movimento del setaccio sia provocato da un demone, richiamato al suo dovere da una frase sussurrata, frase che, ad ogni modo, nessuno intende pronunciare, né ad alta voce né in altro modo. 
In un metodo, un setaccio veniva sospeso ad un filo, e una lista di nomi di sospettati veniva pronunciata ad alta voce. La persona il cui nome veniva letto quando o se il setaccio tremolava o aveva un movimento, era il perpetratore (un meccanismo simile è usato nella cleidomanzia). Un'altra forma di coscinomanzia era quella di mettere in equilibrio un paio di pinze o forbici sui polpastrelli o le unghie di due persone poste una di fronte all'altra. Anche qui, il colpevole avrebbe provocato un tremolio delle forbici. La relazione tra questi due metodi è probabilmente storica, poiché entrambi erano praticati ad Atene.